# Kleine mannetjesorchis
De kleine mannetjesorchis (Orchis olbiensis) is een Europese orchidee. Het is een vrij zeldzame soort van het westen van het Middellands Zeegebied, lijkend op een kleinere uitvoering van de gewone mannetjesorchis, die zeer vroeg in het jaar (vanaf maart) begint te bloeien.

## Naamgeving enetymologie
- Synoniemen: Orchis mascula L. (1753) subsp. olbiensis (Reut. ex Barla) Asch. & Graebn. (1907), O. olivetorum Dörfl. (1882), Androrchis olbiensis (Reut. ex Gren.) D.Tyteca & E.Klein (2008)

- Engels: Olbia orchis
- Frans: Orchis d' Hyères

De botanische naam Orchis is Oudgrieks, afkomstig van Theophrastus, en betekent teelbal, naar de dubbele wortelknol. De soortaanduiding olbiensis is afkomstig van de antieke Griekse kolonie Olbia, nu Hyères, een allusie op de vindplaats van het type-exemplaar.

## Kenmerken

### Habitus
De kleine mannetjesorchis is een tengere, 10 tot 25 cm hoge overblijvende geofyt met een ronde, naar boven toe roodbruin aangelopen bloemstengel, een wortelrozet met drie tot zes bladeren, één tot drie stengelbladeren en een tot 8 cm lange, cilindrische tot eivormige, losbloemige aar met tot vijftien kleine bloemen.

### Bladeren
De grondbladeren zijn tot 10 cm lang, ovaal tot lancetvormig, dikwijls gevlekt of met rijen bruinrode puntjes bezet. De stengelbladeren zijn stengelomvattend. De schutbladeren zijn membraneus, korter dan het vruchtbeginsel en in dezelfde kleur als de bloem.

### Bloemen
De bloemen zijn klein, bleekroze, lichtpaars, rood of witachtig, dikwijls aangenaam geurend. De laterale kelkbladen staan schuin of recht naar boven, niet teruggebogen. Het bovenste kelkblad vormt samen met de bovenste kroonbladen een helmpje.
De lip is tot 13 mm lang, plat tot bolvormig, drielobbig, de zijlobben teruggebogen, de middenlob langer, met een bleke centrale zone die soms heel dicht met rode stippen en vlekjes bedekt is, en weinig gekleurde randen. Het spoor is tot tweemaal zo lang als de lip, veel langer dan het vruchtbeginsel, opgericht en naar boven gebogen, met een verbrede, ronde top.
De bloeitijd is van maart tot mei, een maand eerder dan de gewone mannetjesorchis.

### Variabiliteit
De soort is zeer variabel van kleur en grootte.

## Habitat
De kleine mannetjesorchis prefereert droge, kalkrijke en keienhoudende, zelden zure bodems, op zonnige tot licht beschaduwde plaatsen, zoals open plaatsen in garrigues en maquis, lichte bossen en arme graslanden. Van zeeniveau tot op hoogtes van 2000 m.

## Verspreiding en voorkomen
De verspreiding van de kleine mannetjesorchis is beperkt tot het westelijk deel van het Middellandse Zeegebied, van Italië over Frankrijk, Spanje en Portugal, de Balearen, Marokko en Algerije tot in Tunesië.
In Frankrijk komt de soort voor langs de kust van de Middellandse Zee, van de Pyreneeën tot in Alpes-Maritimes en in Corsica.
De kleine mannetjesorchis is slechts plaatselijk voorkomend en eerder zeldzaam.

## Taxonomieenfylogenie
De kleine mannetjesorchis is een tetraploïde plant (2n = 84), en blijkt binnen de groep van O.mascula het dichtst verwant met de eveneens tetraploïde O. canariensis van de Canarische Eilanden en O. patens uit Ligurië en Noord-Afrika. Vermoedelijk stammen de drie soorten af van een gemeenschappelijke stamvader met een overkoepelend verspreidingsgebied.
Verder kan de kleine mannetjesorchis verward worden met de enkele andere orchideeën van het geslacht Orchis, vooral met de mannetjesorchis (O. mascula). De kleine mannetjesorchis kan onderscheiden worden door de vroegere bloei (maart-mei tegenover april-juli), de tengere habitus, kleinere bloeiwijze met blekere bloemen met een in verhouding groot spoor, en de drogere en opener groeiplaatsen. Beide soorten komen trouwens enkel in Zuid-Frankrijk samen voor; in Spanje zijn ze strikt gescheiden door een intermediare soort, O. tenera.
Sectie: Masculae

O. anatolica · 
O. brancifortii · 
O. canariensis · 
O. cazorlensis · 
O. ichnusae · 
O. laeta · 
O. langei · 
O. ligustica · 
O. mascula (Mannetjesorchis) · 
O. olbiensis (Kleine mannetjesorchis) · 
O. ovalis · 
O. pallens (Bleke orchis) · 
O. patens · 
O. pauciflora · 
O. pinetorum · 
O. prisca · 
O. provincialis (Stippelorchis) · 
O. quadripunctata · 
O. scopulorum · 
O. sitiaca · 
O. spitzelii · 
O. tenera · 
O. troodi

Sectie: Orchis

O. adenocheilae · 
O. anthropophora (Poppenorchis) · 
O. caucasica · 
O. galilaea · 
O. italica · 
O. militaris (Soldaatje) · 
O. punctulata · 
O. purpurea (Purperorchis) · 
O. simia (Aapjesorchis) · 
O. stevenii · 
O. taubertiana

Hybrides

O. ×angusticruris · 
O. ×hybrida · 
O. ×sezikiana · 
×Orchiaceris melsheimeri 